# 하춘화
하춘화(한국 한자: 河春花, 1955년 6월 28일~)는 대한민국의 가수이다.

## 생애

### 유년 시절
하춘화는 1955년 6월 28일에 전라남도 영암에서 4녀 중 2녀로 출생하였으며  어릴 적부터 워낙 노래를 잘 하기로 그 명성이 자자하여서, 하춘화의 노래실력을 일찍이 알고 있던 그녀의 아버지가 하춘화를 가요계에 입문시켰다. TV사랑을 싣고에 따르면, 선원들이 사용하는 밧줄을 제작하는 사업을 정리하고 하춘화의 가수활동을 돕는 일에만 몰두했다고 한다. 그리하여 하춘화는 1961년 만 6세에 8개월 동안 서울 동아예술학원 가요과를 수료한 이후 데뷔곡 《효녀 심청 되오리다》(오종하 작사/형석기 작곡)가 수록된 레코드를 취입하였다. 당시 그녀는 불과 만 6세의 나이로, 대한민국에서 최연소로 데뷔한 것이였고 당시 기준 세계 최연소 음반 출반 가수로 추정된다. 하춘화의 나이가 너무 어렸으므로 그녀의 아버지가 줄곧 따라다니면서 매니저 역할을 하며 노래를 잘 부를 수 있도록 도왔고 데뷔한지 5년 만인 1966년에 《아빠는 마도로스》가 처음으로 히트하였다.

### 정규 1집
하춘화는 17세가 되던 1971년에 정규 1집 음반을 발표하면서 공식적으로 데뷔해 정식 가수가 되었다. 1집 음반의 타이틀곡이였던 정통 트로트 《물새 한마리》(이용일 작사/ 고봉산 작곡) 가 히트하여 명성을 얻기 시작, 인기몰이를 하게 되고 성인 가수들과 어깨를 나란히 견주며 가요계를 이끌게 되었다. 1972년에 가수 겸 작곡가였던 고봉산과 신민요 《잘했군 잘했어》(원작: 이고범/ 개작: 반야월/ 작곡: 고봉산)를 듀엣으로 불러 TBC 동양방송에서 여자가수상을 4년 연속으로 수상하며 불과 18세 젊은 나이에 대한민국 톱 가수로 성장했다. 그 해 자신의 고향을 소재로 만들어 아리랑의 맥을 이어나간 신민요 《영암 아리랑》(작사: 백암/ 작곡: 고봉산)도 전국적으로 널리 알려져 전성기를 이루었으며 당시 젊은 나이에도 불구하고 선배 가수였던 이미자, 패티 김, 김상희, 문주란과 함께 대한민국 대표 정상급 여성 가수로 발돋움 하였다.

### 1970년대 활약
공식 데뷔 이후 한창 상승세를 타던 하춘화는 1970년 대에 접어들며 신민요 이외에도 정통트로트 《알고 계세요》(작사: 정두수/ 작곡: 박춘석), 팝 스타일이 돋보이는 곡 《숙녀 초년생》(작사: 이희복/ 작곡: 박춘석), 빠른 템포의 리듬의 곡 《난생 처음》(작사: 고향/ 작곡: 남국인), 《우리 사이》(작사: 박춘석/ 작곡: 박춘석) 등 여러 곡들을 히트시켜 MBC 10대 가수상을 수상하고 최고의 경지까지 올라가 1970년 대의 인기가수로 등극한다. 1974년부터 자신만의 리사이틀 공연을 시작하였으며 그 해에 영화 《숙녀 초년생》에서 남진과 함께 주연으로 열연하여 영화계에도 진출하기도 하였다.
그러나 1977년 11월 11일에 이리역에서 공연 도중 다이너마이트를 실은 열차가 폭발하는 사고가 발생하게 되어 약 59명이 사망하고 1158명이 부상을 당하였다. 그 중에 하춘화와 이주일이 포함되어 있었는데 이때문에 한동안 가수로서의 활동에 지장을 받기도 했다. 1979년 3월 27일에 하춘화는 경남대에서의 학업과 결혼 준비로 인하여 은퇴를 선언하였다.

### 복귀
그 후 학업에 열중하던 하춘화는 은퇴 선언 2년 만인 1981년에 가수로 복직하였는데 가수로 활동하면서도 학업에 대한 열정을 놓지는 않았다고 한다. TV사랑을 싣고에 의하면, 남편이 아내의 학구열을 깊이 이해하여 공부와 일을 같이 했다고 한다. 가수로 복직한 뒤에는 슬픈 감정과 느린 템포의 곡 《우리 사랑 가슴으로》(작사: 이성만/ 작곡: 이범희)가 히트하였고 1983년에 자신의 무대의상 150벌을 후배들에게 나누어 주어 이목을 집중시켰으며 이로 인해 대중들로부터 다시 주목받기 시작하였다. 당시 대한민국을 대표하는 여성 가수였던 하춘화는 1985년에 남북 예술인 교환공연시 남측 여자가수 대표로 3박 4일간 조선민주주의인민공화국의 수도 평양에서 공연하기도 했다.

### 학업
1990년대부터 하춘화는 1989년에 발표된 《날 버린 남자》(작사: 박정환/ 작곡: 박성훈)가 국민들에게 대중적으로 널리 인기를 얻으며 또 다시 각광받기 시작하였다. 1991년에 총공연 횟수 8000회를 기록하였는데 이는 최다 개인 공연으로 기네스북에 등록되었다. 1992년에는 대중 가수로서는 세 번째로 세종문화회관에서 개인 공연을 하기도 하였다. 기존의 정통 트로트를 고수하던 하춘화는 2002년에는 빠른 템포의 트로트 《연하의 남자》(작사: 김홍조/ 작곡: 박현진)를 부르며 활동할 당시 자신만의 댄스 실력을 선보이기도 했다. 그리고 학업에도 열중하여 1994년에 고려대 자연자원대학원 최고위정책과정을 수료하고 나서 1998년에는 한국방송통신대 가정관리학과에서 학사 학위를 취득하였다. 2000년에는 동국대 대학원에서 《한국가요의 원류와 변천에 관한 연구》라는 논문으로 공연예술학 석사 학위를 취득하였고 6년 후 2006년 8월 25일에는 성균관대학교에서 현대 대중가요 역사를 주제로 한 논문으로 예술철학 박사 학위를 취득하면서 박사 학위를 소지한 최초의 대한민국 가수가 되었다.

### 활약
하춘화는 학업에 집중하기 위해 공식 은퇴를 선언하였지만 2007년부터 현재까지 활발히 활동하고 있다. 2012년에는 이호섭과 함께 부른 《휘뚜루 마뚜루》를 발표하였다. 이는 30년 만에 내놓은 두 번째 듀엣 곡이다. 하춘화는 만 6세라는 어린 나이에 활동을 시작하였기 때문에 현재 자신이 부른 취입곡은 이미자, 나훈아 다음으로 가장 많은 약 2,400여곡 정도 추정되며, 드라마 주제가는 약 60여곡으로 추정된다. 그동안 꾸준히 많은 무대 공연에 참석하여 현재 8,500회의 공연 기록을 가지고 있기도 하다. 그녀는 명실상부하게 대한민국을 대표하는 여성 가수이며 50여년의 긴 활동기간과 박사 학위 취득의 독특한 이력 또한 대중의 이목을 끌고 있다. 2011년에는 데뷔 50주년을 맞아 《하춘화와 함께하는 콘서트》를 개최하였으며, 이 콘서트에서 벌어들인 200억원을 불우이웃 돕기에 기부하여 화제를 낳기도 했다. 최근에는 데뷔 55주년 기념 《나눔·사랑 콘서트》를 개최하였다.

## 학력
- 1968년 서울수송국민학교 (졸업)
- 1971년 정화여자중학교 (졸업)
- 1974년 일신여자상업고등학교 (졸업)
- 경남대학교 가정학과 전문학사 74학번 (졸업)
- 한국방송통신대학교 가정학과 (졸업)
- 동국대학교 문화예술대학원 공연예술학과 (졸업)
- 성균관대학교 대학원 동양철학과(예술철학) (졸업)

### 비학위 수료
- 고려대학교 자연자원대학원 최고정책과정 수료

## 소속
- 前 동아방송예술대학교 방송음악학과 겸임교수
- 前 경남대학교 문화콘텐츠학과 전임강사

## 기타 이슈
아호(雅號)는 신풍(新豊)이다. 그녀는 2016년 5월 미디어를 통해 가수 생활 40년동안 약 200억 가량을 기부한 것으로 밝혀져 큰 화제가 되었었다.

## 데뷔
- 1971년 1집 앨범 "물새 한 마리"

## 대표 앨범
- 2023년 <<엄마와 딸>>
- 2019년《마산항엔 비가 내린다》
- 2014년《나이야 가라/ 샴페인》
- 2012년《휘뚜루 마뚜루》
- 2010년《The 50th Anniversary》
- 2008년《하여간》
- 2007년《사랑은 늘 그래》
- 2005년《왜 이제 왔어》
- 2004년《당신쯤이야》
- 2003년《남의 속도 모르면서》
- 2002년《연하의 남자/ 한강》
- 2000년《노래 40년 기념 앨범》
- 1998년《항구의 여자》
- 1995년《갈테면 가세요》
- 1993년《무죄》
- 1992년《밤이 무서워요》
- 1992년《사랑은 길어요》
- 1990년《당신이 미워라》
- 1989년《날 버린 남자》
- 1984년《연인의 부르스》
- 1983년《우리 사랑 가슴으로》
- 1981년《사랑했는데》[2]
- 1978년《당신이 올 때까지》
- 1974년《난생 처음》
- 1973년《연포 아가씨》
- 1971년《물새 한마리》

## 출연작

### 방송 출연작
- KBS1 전국노래자랑
- KBS1 열린음악회
- KBS1 가족오락관
- MBN 인생을 즐겨라 비밥바룰라
- KBS 1TV 《강연 100℃》 2013년 9월 15일 61회 출연
  - 강연주제 : 忍(참을 인)
  - 공감온도 : 97°C
- MBC every1 비디오스타 2018년 7월 10일 101회 게스트
- 채널A 행복한 아침 2019년 6월 5일 게스트
- KBS1 TV는 사랑을 싣고 2019년 9월 13일 게스트
- KBS2 불후의 명곡 - 전설을 노래하다 2020년 2월 1일 / 2020년 2월 8일 게스트(With. 현철)
- TV CHOSUN 신청곡을 불러드립니다 - 사랑의 콜센타 2021년 4월 21일 하춘화 60주년 특별 무대

### 영화 출연작
- 1974년숙녀 초년생 - 신수지 역
- 1973년세노야 세노야 - 유리 역

### 뮤지컬 출연작
- 1991년 新 효녀 심청가

### CF
- 2015년 위메이드플레이 상하이 애니팡
- 2010년 SK텔링크 00700 (With. 김명민)

## 저서
- 2009년 《아버지의 선물》

## 수상
- 2021년 MBC 방송연예대상 공로상
- 2020년 제1회 트롯어워즈 트롯 100년 가왕상
- 2012년 여의도클럽 방송인상 특별공로상
- 2011년 제2회 대한민국 대중문화예술상 은관문화훈장
- 2011년 보건복지부 장관상
- 2010년 대한민국 가수 왕중왕상
- 2003년 성인가요대상 특별상
- 2003년 사회복지부문 영암군민의 상
- 2001년 옥관문화훈장
- 2001년 제16회 골든디스크 공로상
- 1994년 제13회 가톨릭 가요대상 공로상
- 1978년 MBC 10대 가수상
- 1977년 MBC 10대 가수상
- 1976년 MBC 10대 가수상
- 1975년 MBC 10대 가수상
- 1974년 MBC 10대 가수상
- 1973년 MBC 10대 가수상
- 1972년 MBC 10대 가수상
- 1971년 MBC 10대 가수상
- 1971년 제 6회 핑크리본상 인기가수상
- 1966년 최우수 가수상

## 홍보대사
- 2017년 세이브 더 칠드런 홍보대사